# Mitch Keller (Musiker)
Michael „Mitch“ Keller (* 5. Februar 1973 in West-Berlin) ist ein deutscher Musiker und Singer-Songwriter.

## Leben
Mitch Keller wurde in West-Berlin geboren und wuchs gemeinsam mit mehreren Geschwistern in Bremen auf. Nach seinem Schulabschluss absolvierte er eine Ausbildung zum Industriemechaniker. In diesem Beruf war er in verschiedenen Firmen tätig.
Seine Anfänge als Musiker machte Keller Mitte der 1990er-Jahre mit Auftritten in Bars, Nachtclubs oder bei Stadtfesten. Er spielte als Schlagzeuger in verschiedenen Musikgruppen mit, wodurch es zu einer Zusammenarbeit mit Hugo Egon Balder kam. Er wirkte als Backgroundsänger bei zahlreichen Studioproduktionen mit, unter anderem für Musiker wie Matthias Reim oder Andrea Berg. Sein Durchbruch als Musiker gelang Keller im Jahr 2015 mit seinem Album Einer dieser Tage. Er trat seither in Fernsehsendungen auf, veröffentlichte Songs und komponiert dabei auch für andere Künstler, wie Nik P., Beatrice Egli oder Andreas Gabalier. Keller wird seit 2015 von Volker Neumüller gemanagt.
Keller ist seit 2005 verheiratet und hat mit seiner Frau einen Sohn und eine Tochter. Er lebt mit seiner Familie in Berlin.